# Жирофле-Жирофля
Жирофле-Жирофля (фр. Giroflé-Girofla) — оперетта французского композитора Шарля Лекока в трёх действиях на оригинальное либретто А. Ванлоо и Э. Летерье.
Первое представление состоялось в 1874 году в Театре Фантези в Брюсселе 21 марта 1874 года. Позже оперетта представлена в Лондоне и Париже в том же году.
В настоящее время считается классическим образцом театральной буффонады.

## Предыстория
Оперетта относится к расцвету творчества Лекока. В 1872 году была поставлена самая знаменитая его оперетта — «Дочь мадам Анго», имевшая всеевропейский успех. Критики ждали новой работы Лекока, в расчёте на сравнение с уже прославившимся произведением. Лекок решил, что даст публике нечто совершенно новое, чтобы сравнение было невозможным. Он выбрал сюжет в стиле итальянской буффонады.
Либретто было работой двух новичков. Альберт Ванлоо изначально был юристом, и либретто к «Жирофле-Жирофля» была его первой работы как либреттиста. Эжен Летерье был служащим, и работа с Ванлоо над «Жирофле-Жирофля» также была его дебютом. В дальнейшем оба стали успешными либреттистами.

## Сюжет
Действие происходит в Испании около 1250 года.

### Акт I
Место действия: терраса и парк Дона Болеро, губернатора испанской провинции, расположенный у берега моря. Сегодня здесь двойной праздник: выходят замуж обе дочери Дона Болеро, близнецы Жирофле и Жирофля (их играет одна и та же актриса, чтобы их различить, используется голубое и розовое платье).
Замужество дочерей имеет меркантильные цели. Провинцию с моря постоянно атакуют пираты. Кроме того, губернатор должен значительную сумму денег банку Мараскин. Его жена Аврора устраивает свадьбу Жирофле с сыном Мараскина, а Жирофля становится женой мавританского принца Мурзука. Дон Болеро надеется, что хотя бы часть долга банку Мараскина будет аннулирована.
Пахита, служанка Болеро, советует девушкам не уходить далеко от дома, потому что пираты, которые бродят по береговой линии, схватят их и продадут в гарем.
Пунктуальный сын банкира, Мараскин-младший, появляется точно в срок и требует венчания. Дон Болеро предлагает подождать со свадебной церемонией, пока принц Мурзук не приехал. Мараскин, однако, очень спешит, потому что его зовёт срочное дело. Он отказывается ждать появления другого жениха и настаивает на том, что его собственный брак должен состояться немедленно. Жирофле, увидев своего жениха, сразу же в него влюбляется. Отец уступает и происходит венчание.
Тем временем пираты захватывают Жирофля, которая неосторожно гуляла далеко от дома со слугой Педро. Их помещают на корабль, направляющийся в Константинополь, на невольничий рынок.
Пахита поднимает тревогу. Вбегает Дон Болеро. Он в отчаянии кидается к адмиралу Мотаморосу, умоляя организовать погоню.
В это время прибывает принц Мурзук. Он влюблён в невесту, хотя видел лишь её портрет. Он видит Жирофле и принимает её за Жирофля. Успевший вернуться от адмирала Дон Болеро разъясняет ошибку, но Мурзук требует, чтобы в таком случае Жирофля через десять минут была перед ним. На эти десять минут он удаляется, прихватив с собой Мараскина.
Перепуганные свирепым мавром, родители уговаривают Жирофле выдать себя за сестру и обвенчаться ещё раз, теперь с Мурзуком. Девушка пытается сопротивляться, но выхода нет.
Родители в отчаянии. Что делать, если вторая дочь не вернулась к полуночи? Жирофле не может поделиться своей брачной ночью с двумя мужчинами!

### Акт II
Жирофле заперта в своей комнате, в то время как Авроре приходится общаться с двумя мужьями — они должны подождать до полуночи, чтобы увидеть своих супруг. Аврора объясняет это волнением невест, которые никак не могут прийти в себя.
Педро сбегает от пиратов и входит, чтобы сказать, что адмирал Матаморос отказывается атаковать пиратов, пока ему не заплатят 10 тысяч пиастров. Родители девушек идут в сокровищницу.
Тем временем Жирофле покидает комнату и присоединяется к пирующим.

### Акт III
Снова терраса. Разъяренный Мурзук требует, чтобы от него перестали прятать жену. Жирофле вновь приходится выдать себя за сестру.
Внезапно в комнату врывается Мараскин, которому объяснили, что это — Жирофле. Вспыхивает ссора. Дон Болеро и Аврора, вбежавшие вслед за Мараскином, признаются Мурзуку в обмане. В этот критический момент возвращается освобожденная Жирофля. Она исполняет арию «Я испугалась? О, ничуть» и кидается на шею любимому мавру. Свадьба возобновляется, ко всеобщей радости.

## Действующие лица
| Партия                                                                                                  | Голос         | Брюссель, 21 марта 1874 | Париж, 11 ноября 1874 |
| --- | ------------- | ----------------------- | --------------------- |
| Дон Болеро д’Алькарасас, испанский губернатор                                                           | баритон       | Alfred Jolly            | Alfred Jolly          |
| Аврора, супруга губернатора                                                                             | меццо-сопрано | Mme Delorme             | Mme Alphonsine        |
| Жирофле / Жирофля, их дочери-близнецы                                                                   | сопрано       | Pauline Luigini         | Jeanne Granier        |
| Пахита, служанка Болеро                                                                                 | сопрано       | Marie Blanche           | Augusta Colas         |
| Педро, слуга Болеро                                                                                     | меццо-сопрано | J d’Alby                | Laurent               |
| Мараскин, жених Жирофле                                                                                 | тенор         | Mario Widmer            | Félix Puget           |
| Мурзук, мавританский принц, жених Жирофля                                                               | баритон       | Paul Giret              | Vauthier              |
| Начальник пиратов                                                                                       | бас           | Leroy                   | Gobereau              |
| Крёстный отец                                                                                           |               | Durieu                  | Cosmes                |
| Нотариус                                                                                                |               | Achille                 | Fournier              |
| Пираты, мавританские солдаты, моряки, мужчины и женщины, друзья Жирофле и Жирофлы, мавританские женщины |               |                         |                       |

## Известные арии и дуэты
Жирофле-Жирофля считается лучшим произведением Лекока. Особенно известны следующие номера:
- Куплеты Дона Болеро «Во мне отца все видят»
- Дуэт Жирофле и Мараскина «О незнакомец молодой»
- Дуэт Мараскина и Мурзука «О Жирофле/я, моя голубка»
- Ария Жирофля «Я испугалась? О, ничуть».

## Интересные факты
- Имена героинь были взяты из припева старинной французской детской песенки. Сами по себе они ничего не обозначают (как в русской песне «ой ладушки-ладо»).
- В Лондоне оперетту показали ещё до премьеры в Париже.